# Zentral-Suriname-Naturschutzgebiet
Das Zentral-Suriname Naturschutzgebiet ist das mit Abstand größte Naturschutzgebiet von Suriname und eines der wichtigsten geschützten Gebiete (Regenwald) in Südamerika. Seit 2000 steht das Reservat auf der Liste des Weltnaturerbes der UNESCO.

## Gründung
Das Zentral-Suriname-Naturschutzgebiet entstand 1998 durch den Zusammenschluss des Raleighvallen-Naturschutzgebietes im Norden des neuen Gebietes (1961 gegründet, 780 km²), des Tafelberg-Naturschutzgebietes im Zentrum (1966 gegründet, 1490 km²) und des Eilerts-de-Haan-Gebirge-Naturschutzgebietes (1966 gegründet, 2200 km²). Das Reservat umfasst eine Fläche von 1,6 Millionen ha oder 16.000 km², also rund 10 % des gesamten Territoriums von Suriname. Diese Fläche entspricht dem Gebiet der Bundesländer Schleswig-Holstein oder Thüringen.

## Landschaften, Flora und Fauna
Es besteht eine große Vielfalt an Flora und Fauna in dem Gebiet durch eine große Verschiedenartigkeit an Ökosystemen. Man findet hier sowohl tiefliegenden Regenwald als auch Bergketten; mit der höchsten Erhebung in Suriname, dem Julianatop mit 1230 Meter. Besondere Punkte sind noch der Tafelberg (1026 m), zwischen der Emmakette und dem östlichen Teil des Wilhelminagebirge. Er formt hier ein beinahe dreieckiges Plateau mit Seitenlängen von circa 10 km und einer Basis von 8 km, die vom Südosten (1026 m) zum Nordwesten auf 500 m abfällt. Die große Variation an Baumsorten reicht bis zu Krondächern zwischen 30 und 50 Meter Höhe und die Tiefebenen bestehen vor allem aus Palmen. Der Boden des Regenwaldes ist mit Farn und Farnmoos bedeckt. Das Raleighvallen-Gebiet wird geprägt durch geologische Formationen mit Wasserfällen und einigen Granit-Inselbergen (z. B. dem Voltzberg), die den Wald deutlich überragen. In den Wäldern wurden bisher mehr als 5000 Arten von Gefäßpflanzen gefunden.
In dem Naturschutzgebiet kommen Tierpopulationen vor, die typisch für das Amazonasbecken sind und von denen einige weltweit bedroht sind. Hierzu gehören u. a. der Jaguar, das Riesengürteltier, der Riesenotter, der Tapir, das Faultier, sowie 8 Primatenarten und ca. 400 Vogelarten.
Das Naturschutzgebiet beschützt auch eines der wichtigsten Flusssysteme, den Coppename.